# 钓鱼镇 (西丰县)
钓鱼乡，是中华人民共和国辽宁省铁岭市西丰县下辖的一个乡镇级行政单位。

## 行政区划
钓鱼乡下辖以下地区：
瓮山村、景华村、钓鱼村、文兴村、铁河村、兴仁村和新昌村。